# Liste der Biografien/Jek
Liste der Biografien |
Portal Biografien |
Personensuche
# |
A |
B |
C |
D |
E |
F |
G |
H |
I |
J |
K |
L |
M |
N |
O |
P |
Q |
R |
S |
T |
U |
V |
W |
X |
Y |
Z |
?
 
Ja |
Jb |
Jd |
Je |
Jh |
Ji |
Jj |
Jl |
Jn |
Jm |
Jo |
Jp |
Jr |
Js |
Jt |
Ju |
Jv |
Jw |
Jy
 
Jea |
Jeb |
Jec |
Jed |
Jee |
Jef |
Jeg |
Jeh |
Jei |
Jej |
Jek |
Jel |
Jem |
Jen |
Jeo |
Jep |
Jeq |
Jer |
Jes |
Jet |
Jeu |
Jev |
Jew |
Jex |
Jey |
Jez
Die Liste der Biografien führt alle Personen auf, die in der deutschsprachigen Wikipedia einen Artikel haben. Dieses ist eine Teilliste mit 32 Einträgen von Personen, deren Namen mit den Buchstaben „Jek“ beginnt.

## Jek

### Jeka
- Jeka, Lee (* 1983), britisch-australischer Basketballspieler
- Jēkabsone, Arta (* 1995), lettische Jazzsängerin und Songwriterin
- Jēkabsone-Žogota, Anete (* 1983), lettische Basketballspielerin
- Jekatow, Arkadi Nikiforowitsch (1897–1941), russisch-sowjetischer Testpilot

### Jeke
- Jekel, Henri (1816–1891), französischer Koleopterologe
- Jekelfalussy, Lajos (1848–1911), ungarischer Feldzeugmeister und Landesverteidigungsminister
- Jekelfalussy, Zoltán (1862–1945), ungarischer Politiker und Gouverneur von Fiume
- Jekéli, Lotte (1927–2018), deutsche Pianistin und Klavierpädagogin
- Jekelius, Erwin (1905–1952), österreichischer Psychiater und Aktion T4-Gutachter
- Jekels, Ludwig (1867–1954), österreichisch-amerikanischer Psychoanalytiker
- Jeker, Amanz (1817–1875), Schweizer Jurist und Politiker
- Jeker, Armin (1894–1970), Schweizer Beamter
- Jeker, Fabian (* 1968), Schweizer Radrennfahrer
- Jeker, Josef (1841–1924), Schweizer Pfarrer und Bienenforscher, Zentralpräsident des Imkerverbandes
- Jeker, Oliv (1861–1949), Schweizer Politiker (FDP)
- Jeker, Robert A. (1935–2012), Schweizer Wirtschaftsmanager und Politiker (FDP)
- Jeker, Ruedi (* 1944), Schweizer Kulturingenieur und Politiker
- Jeker, Sibylle (* 1983), Schweizer Politikerin (SVP)
- Jeker, Valentin (* 1934), Schweizer Schauspieler und TheaterregisseurValentin Jeker (* 1934)

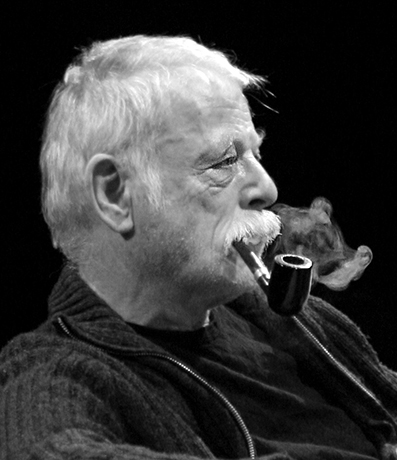
Valentin Jeker (* 1934)

### Jeki
- Jekimova, Kaidi (* 1979), estnische Fußballspielerin
- Jekimovs, Roberts (* 1989), lettischer Eishockeyspieler
- Jekimow, Alexei Iwanowitsch (* 1945), russischer Physiker
- Jekimow, Sergei Wiktorowitsch (* 1974), russischer Komponist
- Jekimow, Wassili Petrowitsch (1756–1837), russischer Kunstgießer
- Jekimow, Wjatscheslaw Wladimirowitsch (* 1966), russischer Radrennfahrer, Sportlicher Leiter und Radsportfunktionär
- Jekiri, Tonye (* 1994), nigerianischer Basketballspieler

### Jekl
- Jeklic, Rudolf (* 1965), deutscher Eisschnellläufer

### Jekm
- Jekmaljan, Makar (1856–1905), armenischer Komponist und Musikwissenschaftler

### Jekn
- Jeknić, Vlado (* 1983), montegrinischer Fußballspieler

### Jeko
- Jekovec, Dejan (* 1974), slowenischer Skispringer

### Jeku
- Jekupé, Olívio (* 1965), brasilianischer Schriftsteller

### Jeky
- Jekyll, Gertrude (1843–1932), britische Malerin und Gärtnerin